# Diego Confalonieri
Diego Confalonieri (Milánó, 1979. április 11. –) világbajnoki ezüstérmes, olimpiai bronzérmes olasz párbajtőrvívó.